# Andrew Murray (Bischof)

Siegel von Andrew de Moray

Andrew Murray (auch Andrew de Moray oder Andrew de Moravia; † zwischen 18. September und 17. Dezember 1242) war ein schottischer Geistlicher. Ab 1222 war er Bischof von Moray.

## Herkunft

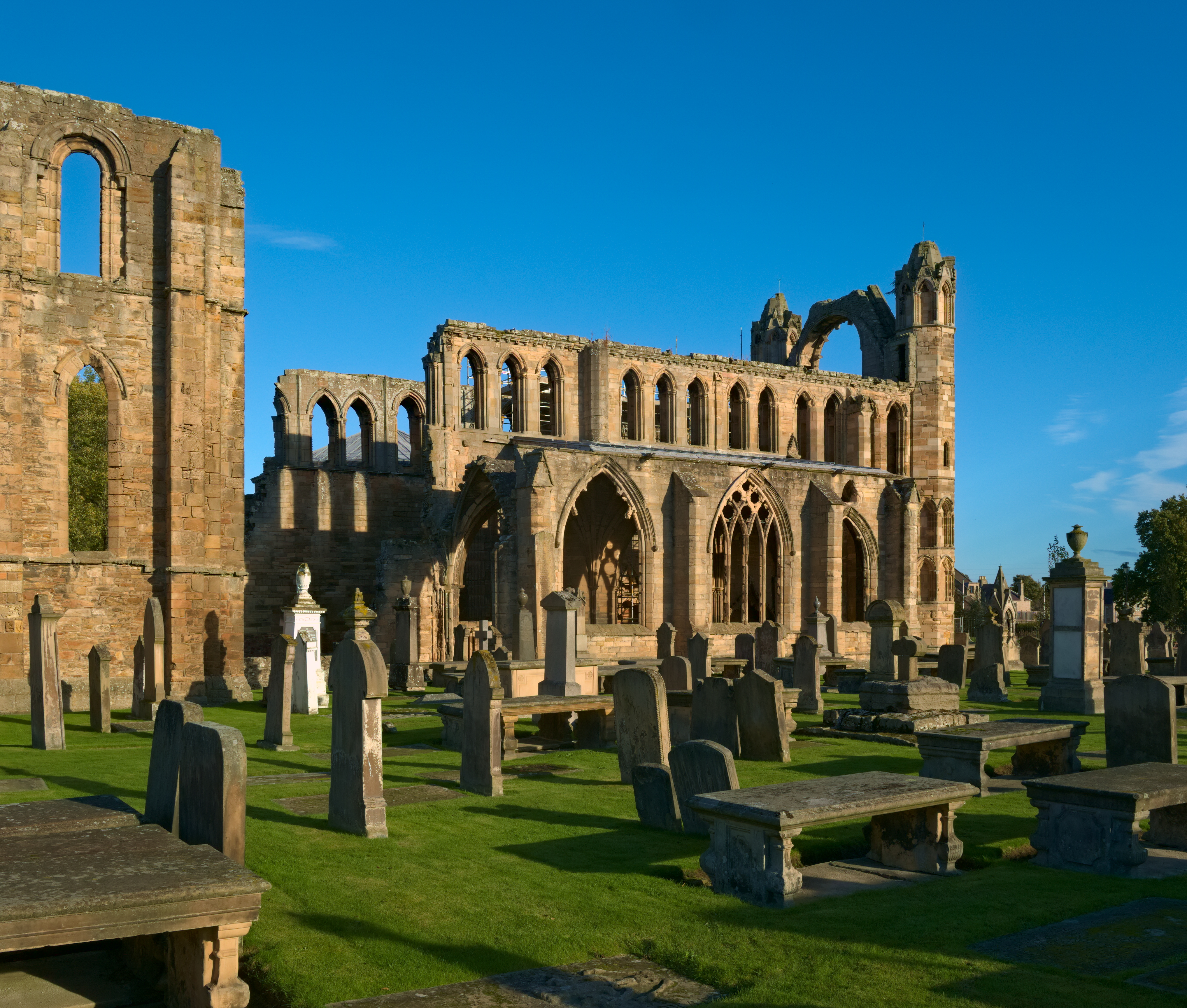
Die Ruine der von Andrew de Moray begonnenen Kathedrale von Elgin

Andrew Murray entstammte wahrscheinlich der Familie Moray, einer Adelsfamilie aus Nordschottland. Ob er eine Universität besucht hat, ist ungeklärt. Möglicherweise erwarb er vor Mai 1203 den Abschluss eines Magisters, doch bei seinem Tod wird er in der Chronik von Melrose nur als Dominus und nicht als Master betitelt. Er wurde Geistlicher und nach 1207 vermutlich Kanzler des Bistums Moray. Möglicherweise war er der Andrew, der Rektor der Kirche St Peter in Duffus in Moray war. Murray wurde nach dem Tod von Bischof Reynold am 13. Dezember 1213 zum Bischof des nordschottischen Bistums Ross gewählt. Aus ungeklärten Gründen nahm er aber die Wahl nicht an. An seiner Stelle wurde Robert gewählt, der vor dem 1. März 1215 zum Bischof geweiht wurde.

## Bischof von Moray
1222 wurde Murray zum Bischof des Bistums Moray gewählt. Da die schottische Kirche direkt der Kurie unterstellt war, reiste er vermutlich nach Rom, um seine Wahl vom Papst bestätigen zu lassen. Papst Honorius III. bestätigte die Wahl, und zwischen dem 12. Mai 1223 und dem 10. April 1224 wurde Murray zum Bischof geweiht. Kurz nach seiner Rückkehr nach Schottland verlegte er den Bischofssitz von Spynie in das nahe gelegene Royal Burgh Elgin. In Elgin begann er mit dem Bau einer neuen Kathedrale. Die neue Kathedrale von Elgin war von der Größe im Vergleich zur Kathedrale von St Andrews bescheiden, doch sie gilt mit ihrem einschiffigen Chorraum, der Vierung mit Turm und Querhaus und mit dem sechsjochigen, dreischiffigen Langhaus als architektonisch ambitionierter und anspruchsvoller Bau. Mit dem Vierungsturm und den beiden Westtürmen war sie vor den Kathedralen von Aberdeen und Glasgow die  erste dreitürmige schottische Kathedrale. Murray begann mit dem Bau, obwohl die Einkünfte des Bistums in den 1220er Jahren noch dürftig waren und erst bis zur Mitte des 13. Jahrhunderts anstiegen. 1236 beauftragte Papst Gregor IX. Murray, im vakanten Bistum Argyll eine Bischofswahl durchzuführen. Murray erreichte, dass vor 1239 William, der bisherige Kanzler der Kathedrale von Elgin, zum Bischof von Argyll gewählt wurde. Murray bezeugte noch am 18. September 1242 eine Urkunde und starb wahrscheinlich vor Ende des Jahres. Er konnte schon in der noch im Bau befindlichen Kathedrale von Elgin beigesetzt werden.